# Damasławek (gmina)
Damasławek est une gmina rurale du powiat de Wągrowiec, Grande-Pologne, dans le centre-ouest de la Pologne. Son siège est le village de Damasławek, qui se situe environ 22 km à l'est de Wągrowiec et 63 km au nord-est de la capitale régionale Poznań.
La gmina couvre une superficie de 104,68 km2 pour une population de 5 668 habitants.

## Géographie

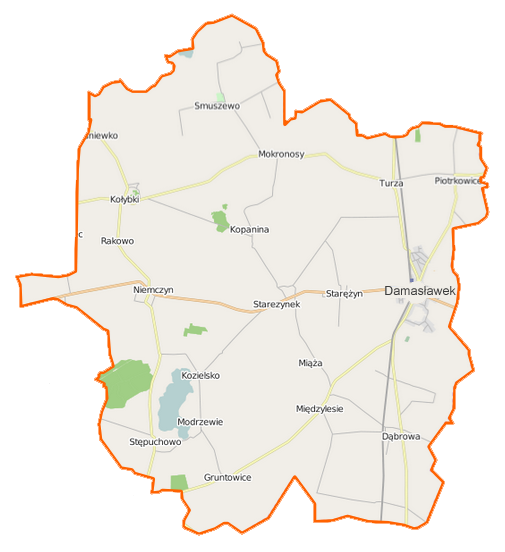
Plan de la gmina.

Outre le village de Damasławek, la gmina inclut les villages de:
- Dąbrowa
- Gruntowice
- Kołybki
- Kopanina
- Kozielsko
- Miąża
- Międzylesie
- Mokronosy
- Niemczyn
- Piotrkowice
- Rakowo
- Smuszewo
- Starężyn
- Starężynek
- Stępuchowo
- Turza
- Wiśniewko

### Gminy voisines
La gmina de Damasławek est bordée des gminy de:
- Gołańcz
- Janowiec Wielkopolski
- Mieścisko
- Wapno
- Wągrowiec
- Żnin

## Structure du terrain
D'après les données de 2002, la superficie de la commune de Wapno est de 104,68 km2, répartis comme tel :
- terres agricoles : 89%
- forêts : 2%

La commune représente 10,06% de la superficie du powiat.

## Démographie
Données du 30 juin 2004 :
| description        | Total  | Total | Femmes | Femmes | Hommes | Hommes |
| ------------------ | ------ | ----- | ------ | ------ | ------ | ------ |
| Unité              | Nombre | %     | Nombre | %      | Nombre | %      |
| population         | 5547   | 100   | 2834   | 51,1   | 2713   | 48,9   |
| Densité (hab./km2) | 53     | 53    | 27,1   | 27,1   | 25,9   | 25,9   |